# Утро Родины
«У́тро Ро́дины» — фестиваль российских многосерийных художественных фильмов, проходящий в Южно-Сахалинске. В конкурсную программу смотра попадают проекты, чьи премьеры состоялась на телеканалах и интернет-платформах годом ранее.
Президент фестиваля — заслуженный артист Российской Федерации Сергей Жигунов.
Директор фестиваля — Виктория Ворожбит.
С 2021 года фестиваль не проводится.

## История фестиваля
Фестиваль впервые прошёл в Южно-Сахалинске в 2018 году.
В 2018 и в 2019 годах смотр позиционировался как Фестиваль телевизионных фильмов, а в 2020 году — как Фестиваль многосерийных художественных фильмов.
Помимо сериалов, в рамках фестиваля, проходят предпремьерные показы фильмов, концерты, спектакли, творческие встречи с деятелями культуры и искусств.
Во внеконкурсной программе «Имена» свои лучшие фильмы представляют актёры и режиссёры.
В 2019 и 2020 годах реализовывался граффити-проект «Киноцитаты на улицах Южно-Сахалинска». Благодаря ему на улицах Южно-Сахалинска появились 7 арт-объектов, посвящённых фильмам «Гардемарины, вперёд!», «Приключения Буратино», «Белорусский вокзал», «Москва слезам не верит», «Холодное лето пятьдесят третьего...», а также сериалам «Оттепель» и «Ликвидация».

## Награда
Победителям фестиваля вручается «Фарфоровый лотос», выполненный из тончайшего костяного фарфора и обрамлённый посеребренными рамками, напоминающими телевизионные экраны.
В концепции приза телевизионную специфику фестиваля символизируют экраны, а региональную представляют сразу два символа — фарфор и лотос.
Автор «Фарфорового лотоса» — Владимир Каневский.

## Фестивали по годам

### 2018
I фестиваль проходил с 8 по 14 марта 2018 года.
Члены жюри: Николай Досталь (председатель), Константин Лавроненко, Максим Дунаевский, Александр Адабашьян, Полина Кутепова, Татьяна Устинова, Илья Дёмин.
Ведущие церемонии закрытия: Евгений Стычкин и Жанна Эппле.
 Победители указаны первыми и выделены отдельным цветом 
| Категории                                                                                  | Победители и номинанты                                                                    |
| ------------------------------------------------------------------------------------------ | ----------------------------------------------------------------------------------------- |
| «Лучший фильм (Гран-при)»                                                                  | • «Оптимисты»                                                                             |
| «Лучший фильм (Гран-при)»                                                                  | • «А у нас во дворе…»                                                                     |
| «Лучший фильм (Гран-при)»                                                                  | • «Анна Каренина»                                                                         |
| «Лучший фильм (Гран-при)»                                                                  | • «Бесстыдники»                                                                           |
| «Лучший фильм (Гран-при)»                                                                  | • «Демон революции»                                                                       |
| «Лучший фильм (Гран-при)»                                                                  | • «Екатерина. Взлёт» (второй сезон сериала «Екатерина»)                                   |
| «Лучший фильм (Гран-при)»                                                                  | • «Ивановы-Ивановы»                                                                       |
| «Лучший фильм (Гран-при)»                                                                  | • «Пётр Лещенко. Всё, что было…»                                                          |
| «Лучший фильм (Гран-при)»                                                                  | • «Полицейский с Рублёвки в Бескудниково» (второй сезон сериала «Полицейский с Рублёвки») |
| «Лучший фильм (Гран-при)»                                                                  | • «Салам Масква»                                                                          |
| «Лучший фильм (Гран-при)»                                                                  | • «Троцкий»                                                                               |
| «Лучший фильм (Гран-при)»                                                                  | • «Чернобыль. Зона отчуждения» (второй сезон)                                             |
| «Лучшая режиссёрская работа»                                                               | • Владимир Котт («Пётр Лещенко. Всё, что было…»)                                          |
| «Лучшая мужская роль»                                                                      | • Константин Хабенский («Троцкий»)                                                        |
| «Лучшая женская роль»                                                                      | • Елизавета Боярская («Анна Каренина»)                                                    |
| «Лучшая мужская роль второго плана»                                                        | • Максим Матвеев («Демон революции»)                                                      |
| «Лучшая женская роль второго плана»                                                        | • Галина Петрова («Бесстыдники»)                                                          |
| «Лучший сценарий»                                                                          | • Эдуард Володарский («Пётр Лещенко. Всё, что было…»)                                     |
| «Лучшая музыка к фильму»                                                                   | • Николай Ростов («Екатерина. Взлёт»)                                                     |
| «Лучшая операторская работа»                                                               | • Сергей Трофимов, Николай Богачев, Улугбек Хамраев («Троцкий»)                           |
| Специальный приз жюри «За безупречную работу в острой гротескной форме»                    | • Алексей Шевченков («Бесстыдники»)                                                       |
| Специальный приз «За выдающийся вклад в развитие отечественного кинематографа»             | • Марк Анатольевич Захаров                                                                |
| Специальный приз «За выдающиеся работы в новейшей истории российского телевизионного кино» | • Евгений Миронов                                                                         |

### 2019
II фестиваль проходил с 23 по 29 июня 2019 года.
Члены жюри: Владимир Меньшов (председатель), Дмитрий Иосифов, Василий Сигарев, Алексей Кирющенко, Ирина Горбачёва, Юрий Потеенко, Юрий Шайгарданов, Евгений Сидихин.
Ведущие церемонии закрытия: Николай Фоменко и Яна Кошкина.
 Победители указаны первыми и выделены отдельным цветом 
| Категории                                                                      | Победители и номинанты                                 |
| ------------------------------------------------------------------------------ | ------------------------------------------------------ |
| «Лучший фильм (Гран-при)»                                                      | • «Звоните ДиКаприо!»                                  |
| «Лучший фильм (Гран-при)»                                                      | • «Sпарта»                                             |
| «Лучший фильм (Гран-при)»                                                      | • «Бонус»                                              |
| «Лучший фильм (Гран-при)»                                                      | • «Годунов»                                            |
| «Лучший фильм (Гран-при)»                                                      | • «Динозавр»                                           |
| «Лучший фильм (Гран-при)»                                                      | • «Домашний арест»                                     |
| «Лучший фильм (Гран-при)»                                                      | • «Лучше, чем люди»                                    |
| «Лучший фильм (Гран-при)»                                                      | • «Медное солнце»                                      |
| «Лучший фильм (Гран-при)»                                                      | • «Ненастье»                                           |
| «Лучший фильм (Гран-при)»                                                      | • «Обычная женщина»                                    |
| «Лучший фильм (Гран-при)»                                                      | • «Садовое кольцо»                                     |
| «Лучший фильм (Гран-при)»                                                      | • «Частица вселенной»                                  |
| Приз зрительских симпатий (по итогам голосования на сайте kp.ru)               | • «Годунов»                                            |
| «Лучшая режиссёрская работа»                                                   | • Жора Крыжовников («Звоните ДиКаприо!»)               |
| «Лучшая мужская роль»                                                          | • Александр Робак («Домашний арест»)                   |
| «Лучшая женская роль»                                                          | • Татьяна Лялина («Ненастье»)                          |
| «Лучшая мужская роль второго плана»                                            | • Александр Горбатов («Ненастье»)                      |
| «Лучшая женская роль второго плана»                                            | • Юлия Александрова («Звоните ДиКаприо!»)              |
| «Лучший сценарий»                                                              | • Мария Меленевская, Денис Уточкин («Обычная женщина») |
| «Лучшая музыка к фильму»                                                       | • Алексей Чинцов («Медное солнце»)                     |
| «Лучшая операторская работа»                                                   | • Максим Шинкоренко («Медное солнце»)                  |
| Специальный приз «За выдающийся вклад в развитие отечественного кинематографа» | • Геннадий Гладков                                     |

### 2020
III фестиваль проходил с 8 по 14 марта 2020 года.
Члены жюри: Сергей Урсуляк (председатель), Роман Каримов, Олег Маловичко, Вера Сторожева, Алексей Шелыгин, Юрий Грымов, Инга Оболдина, Андрей Мерзликин.
Ведущие церемонии закрытия: Никита Ефремов и Дмитрий Хрусталёв.
 Победители указаны первыми и выделены отдельным цветом 
| Категории                                                                      | Победители и номинанты                                                      |
| ------------------------------------------------------------------------------ | --------------------------------------------------------------------------- |
| «Лучший фильм (Гран-при)»                                                      | • «Шторм»                                                                   |
| «Лучший фильм (Гран-при)»                                                      | • «Дылды»                                                                   |
| «Лучший фильм (Гран-при)»                                                      | • «Жуки»                                                                    |
| «Лучший фильм (Гран-при)»                                                      | • «Мёртвое озеро»                                                           |
| «Лучший фильм (Гран-при)»                                                      | • «Мосгаз. Новое дело майора Черкасова» (шестой сезон сериала «Мосгаз»)     |
| «Лучший фильм (Гран-при)»                                                      | • «Мылодрама»                                                               |
| «Лучший фильм (Гран-при)»                                                      | • «Победители»                                                              |
| «Лучший фильм (Гран-при)»                                                      | • «Содержанки»                                                              |
| «Лучший фильм (Гран-при)»                                                      | • «Толя-робот»                                                              |
| «Лучший фильм (Гран-при)»                                                      | • «Учителя»                                                                 |
| «Лучший фильм (Гран-при)»                                                      | • «Эпидемия»                                                                |
| Приз «Специальное упоминание жюри»                                             | • Константин Смирнов за сериал «Жуки»                                       |
| Приз зрительских симпатий (по итогам голосования на сайте kp.ru)               | • «Эпидемия»                                                                |
| «Лучшая режиссёрская работа»                                                   | • Борис Хлебников («Шторм»)                                                 |
| «Лучшая мужская роль»                                                          | • Александр Робак («Шторм»)                                                 |
| «Лучшая женская роль»                                                          | • Анна Михалкова («Шторм»)                                                  |
| «Лучшая мужская роль второго плана»                                            | • Максим Лагашкин («Жуки»)                                                  |
| «Лучшая женская роль второго плана»                                            | • Анна Котова-Дерябина («Учителя»)                                          |
| «Лучший сценарий»                                                              | • Наталия Мещанинова при участии Степана Девонина и Ильи Тилькина («Шторм») |
| «Лучшая музыка к фильму»                                                       | • Антон Шварц («Мосгаз. Новое дело майора Черкасова»)                       |
| «Лучшая операторская работа»                                                   | • Давид Хайзников («Эпидемия»)                                              |
| Специальный приз «За выдающийся вклад в развитие отечественного кинематографа» | • Александр Прошкин                                                         |